# The Dakota
The Dakota es un edificio de apartamentos histórico ubicado en la esquina noroeste de la Calle 72 y el Central Park West en Manhattan, ciudad de Nueva York. Fue construido entre el 25 de octubre de 1880 y el 27 de octubre de 1884.
El edificio pasó a hacerse famoso a nivel mundial cuando en sus puertas fue asesinado el músico John Lennon, exmiembro de The Beatles.
La firma de arquitectos de Henry Janeway Hardenbergh fue contratada para realizar el diseño para Edward Clark, director de la Singer Sewing Machine Company. Esta firma también diseñó el Hotel Plaza.

## Descripción

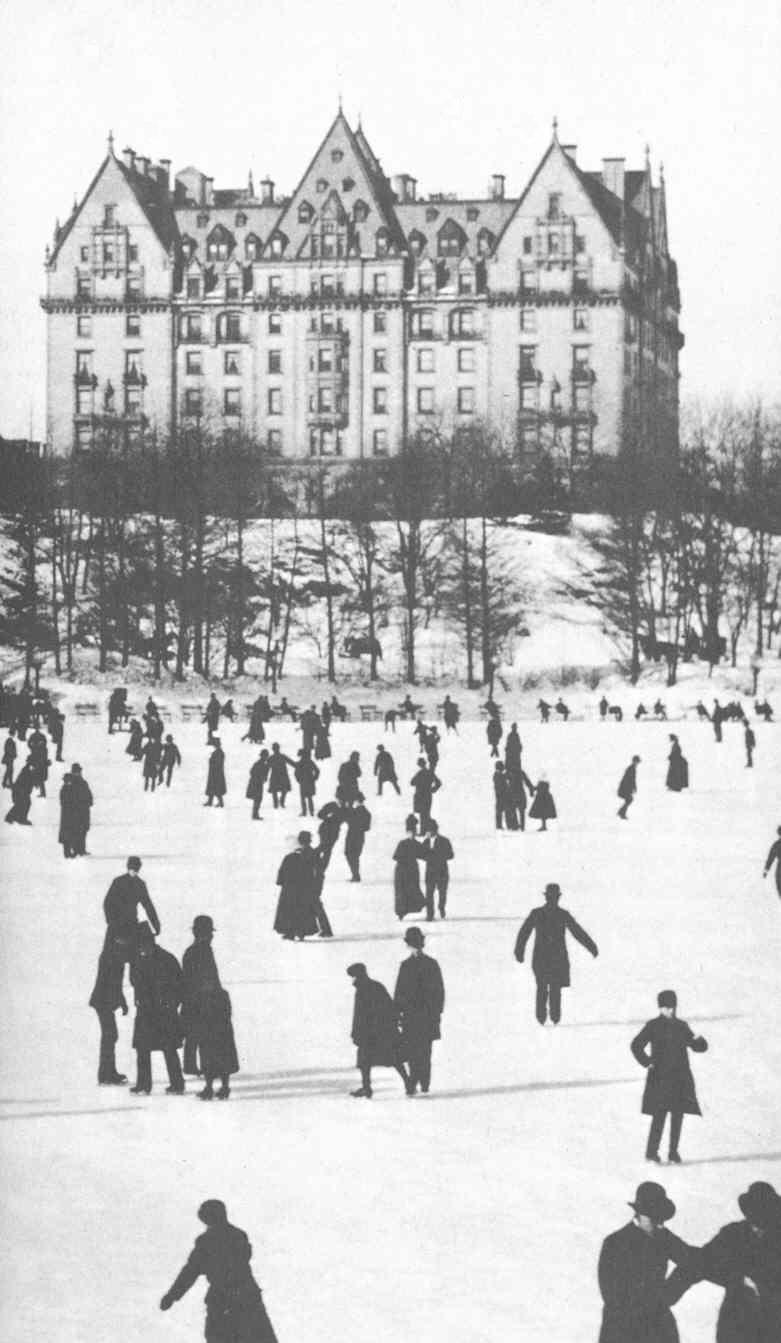
El edificio Dakota en 1890.

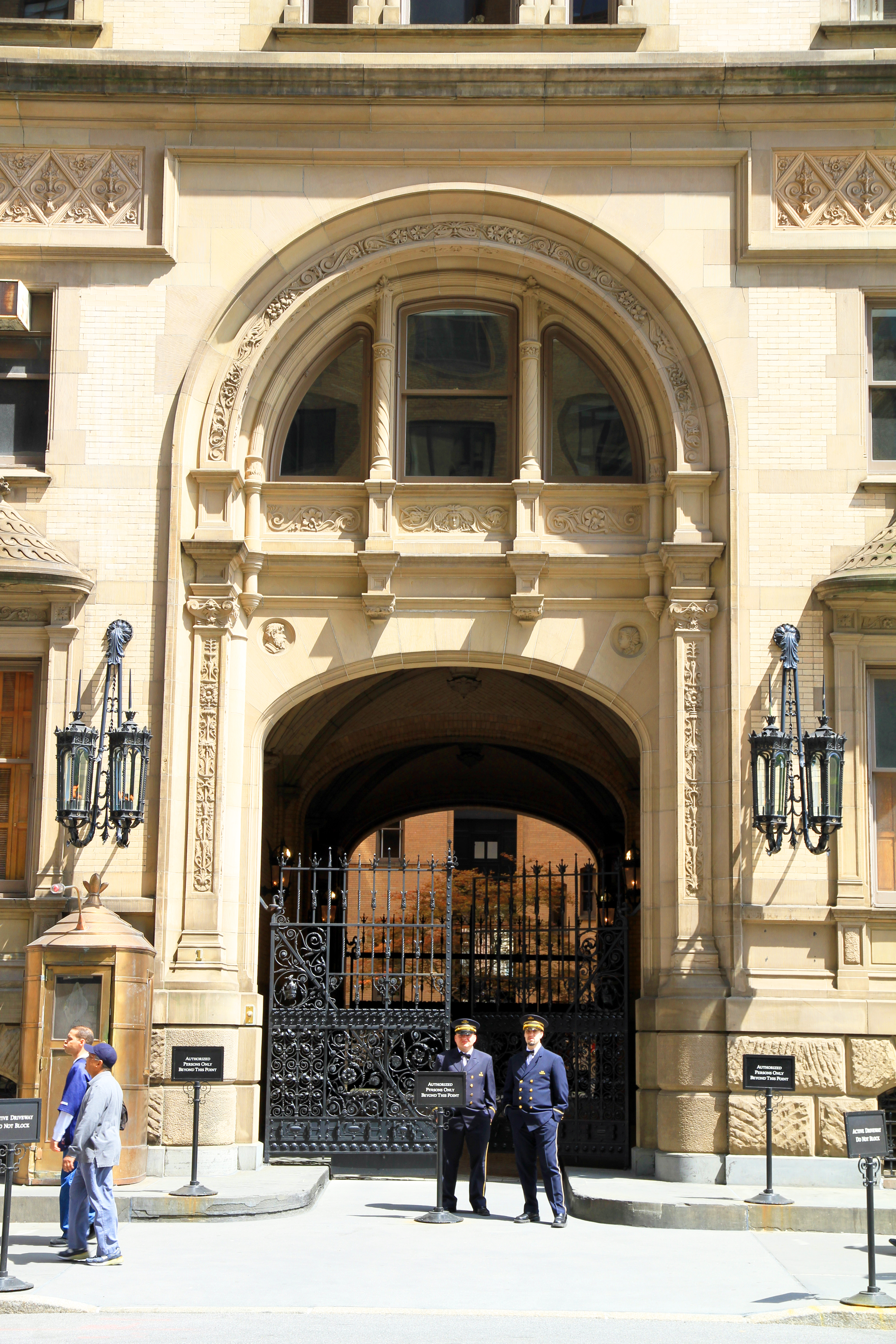
Entrada principal.

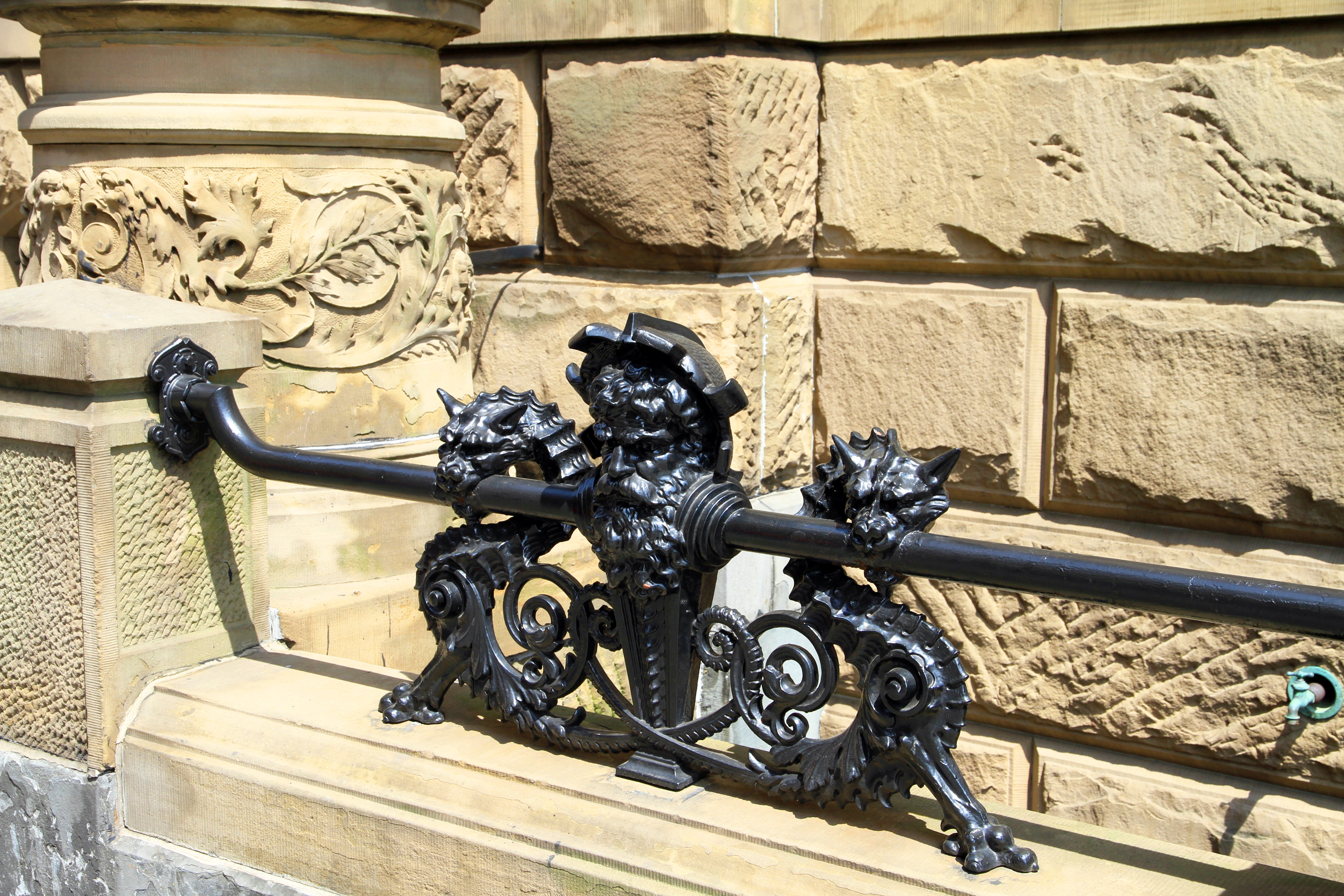
Detalle exterior.

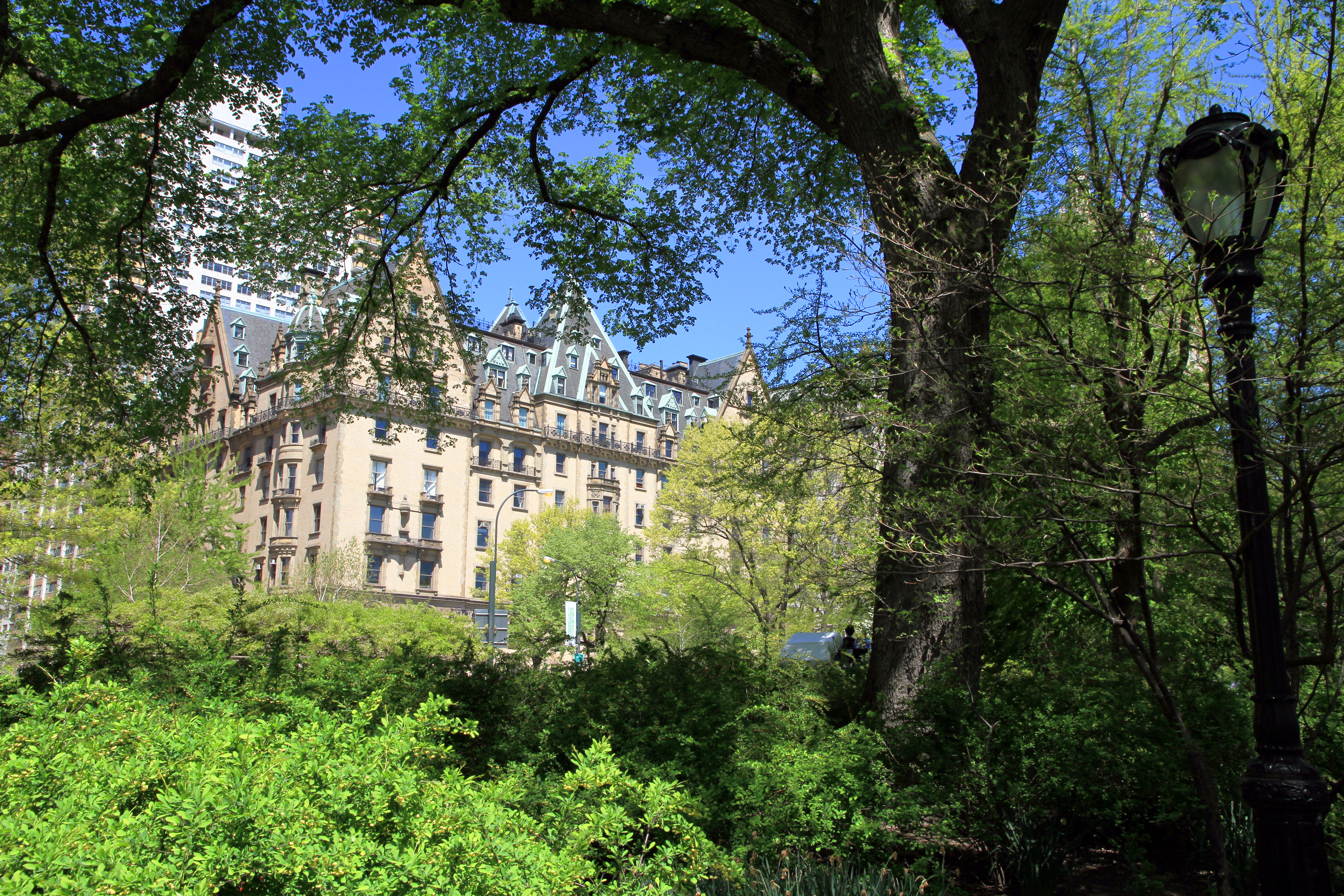
Vista desde el Central Park.

Los altos gabletes y los profundos tejados con ventanas, los paneles y enjutas de terracota, los nichos, los balcones y las balaustradas dan al edificio una apariencia de estilo renacentista alemán. Sin embargo su estructura y su planta reflejan una fuerte influencia de la arquitectura francesa en el diseño de casas que se empezó a conocer en Nueva York en la década de 1870. La construcción es célebre por ser el lugar en el que fue asesinado el músico John Lennon. 
De acuerdo con la cultura popular, al Dakota se llamó así debido a que en la época en la que se construyó el Upper West Side de Manhattan estaba tan poco habitado y se consideraba tan remoto como el Territorio Dakota. Sin embargo, los primeros registros de este nombre se encuentran en una historia de un periódico de 1933. El nombre de Dakota se puso al edificio debido más bien al gusto que su fundador, Clark, tenía por los estados y territorios de nuevo Oeste. Encima de la entrada de la calle 72, hay una figura de un indio dakota. El edificio Dakota fue añadido al Registro Nacional de Lugares Históricos en 1972, y fue declarado Lugar Nacional de Interés Histórico en 1976.

## Características
El Dakota está construido en una manzana cuadrada alrededor de un patio central, accesible a través de una arcada desde la entrada principal, donde hay una puerta de carruajes lo suficientemente grande para que pudieran pasar los coches de caballos, permitiendo a los pasajeros apearse mientras se resguardaban de las inclemencias del tiempo. Desde los establos del Dakota de la calle 72 y desde los de Amsterdam Street unos ascensores subían los carruajes a las plantas superiores. El establo del Dakota siguió en funcionamiento como garaje hasta febrero de 2007.

Diseño de la fachada sur del Dakota.

La disposición general de los apartamentos sigue el estilo francés de la época, con todas las habitaciones principales conectadas unas con otras a la manera tradicional, pero siendo también accesibles desde un pasillo, una disposición que permitía un paso natural para los invitados desde una habitación a otra, especialmente en ocasiones festivas, y además permitía al servicio doméstico circular de manera separada para realizar su trabajo y acceder a las habitaciones principales. Estas, como las salas de estar y el dormitorio principal, están en la parte de la calle, mientras que el comedor, la cocina, y otras salas auxiliares están orientadas hacia el interior del patio central del edificio. Los apartamentos tienen ventanas a ambos lados, lo que fue una novedad en el Nueva York de esa época (en el edificio Stuyvesant, que fue construido en 1869, solo diez años antes, y que estaba considerado como el primer edificio de apartamentos de Nueva York, solo algunas habitaciones tenían ventanas a ambos lados). Algunas salas de estar tienen 15 metros de largo, y la mayoría de los techos tienen 4,3 m de altura; los suelos están entarimados con roble, cerezo y caoba.
Originalmente, el Dakota tenía 65 apartamentos de 4 a 20 habitaciones, ninguno igual a otro. A estos apartamentos se accedía por escaleras y ascensores situados en las esquinas del edificio. En el centro del edificio hay escaleras y ascensores para el servicio doméstico. El Dakota tiene muchas instalaciones e infraestructuras excepcionales para la época de su construcción. El edificio tiene un gran comedor; las comidas pueden ser enviadas a los apartamentos por ascensores especiales. La electricidad era generada por una pequeña estación eléctrica, y tiene calefacción central. Además de las habitaciones del servicio, en la buhardilla había una zona de juegos y un gimnasio (en años posteriores estas zonas fueron reconvertidas en apartamentos debido a problemas financieros). El Dakota también tenía un jardín, un campo de croquet privado y una pista de tenis, todo ello detrás del edificio, entre las calles 72 y 73.

## Residentes famosos
Algunos residentes famosos del Dakota han sido:
- Lauren Bacall, actriz
- Leonard Bernstein, compositor y director de orquesta
- F. Ambrose Clark, deportista y nieto del constructor original.
- Bob Crewe,  escritor  de canciones y productor
- José Ferrer, actor
- Roberta Flack, cantante
- Charles Henri Ford, autor
- Judy Garland, actriz
- Steve Guttenberg, actor
- Judy Holliday.
- Boris Karloff, actor
- John Lennon, compositor y  cantante asesinado a sus puertas.
- Ian McDonald, músico
- Rudolf Nuréyev, bailarín
- Robert Ryan, actor
- Jason Robards, actor
- Zachary Scout, actor
- Carson McCullers, escritora
- Aloysius X. L. Pendergast, personaje literario de las obras de Douglas Preston y Lincoln Child
- Mia Farrow, actriz